# Samantha Cazebonne
Pour les articles homonymes, voir Cazebonne.
Samantha Cazebonne, née le 10 août 1971 à La Rochelle (France), est une femme politique française.
Membre du parti Renaissance (RE), elle est élue députée en juin 2017 dans la cinquième circonscription des Français établis hors de France et, à la suite de l'annulation de son élection, réélue en avril 2018. Elle est élue sénatrice représentant les Français établis hors de France en 2021.

## Situation personnelle
Samantha Cazebonne est diplômée en économie, droit et gestion des entreprises. Après plusieurs années d'enseignement, elle devient proviseure du groupe scolaire Jean-Charcot au Maroc puis du lycée français de Palma de Majorque. Elle est mère de deux petites filles.

## Parcours politique

### Députée de laXVelégislature
Lors des élections législatives de 2017, elle est candidate pour La République en marche dans la cinquième circonscription des Français établis hors de France. Elle bat au second tour François Ralle-Andreoli, le candidat de La France insoumise et d'Europe Écologie Les Verts, avec 66 % des suffrages exprimés. Le taux de participation s’élève à 16 %.
Son élection est annulée le 2 février 2018 par le Conseil constitutionnel, saisi par la candidate Les Républicains éliminée au premier tour, Laurence Sailliet, en raison de dysfonctionnements du vote par correspondance, de l'envoi en période prohibée d'un message de propagande électorale par le candidat de La France insoumise et du faible écart — 60 voix — entre les candidats arrivés deuxième et troisième au premier tour, respectivement François Ralle-Andreoli (LFI) et Laurence Sailliet (LR),,. Le Conseil constitutionnel n'a toutefois pas prononcé l'inéligibilité de Samantha Cazebonne, estimant que le grief de Laurence Sailliet sur le financement de sa campagne devait être écarté.
Elle est réélue le 22 avril 2018 à la suite d'une élection législative partielle.
En juillet 2018, Samantha Cazebonne se voit confier une mission interministérielle de réflexion sur le développement de l’enseignement français à l’étranger auprès de Jean-Yves Le Drian, ministre de l’Europe et des Affaires étrangères, et de Jean-Michel Blanquer, ministre de l’Éducation nationale. Remis en février 2019, le rapport comporte des recommandations sur la redéfinition stratégique du pilotage du réseau d’enseignement français à l’étranger, les conditions d’un développement de qualité, la formation professionnelle des enseignants et la valorisation de leur parcours, le renforcement de la place des parties prenantes dans la gouvernance, en particulier des parents d’élèves, des anciens élèves et des élus.
Lors de l’examen de la proposition de loi « Pour une école vraiment inclusive », elle propose un amendement — adopté — pour inscrire le respect des principes de l’éducation inclusive dans les missions de l’Agence pour l'enseignement français à l'étranger et les critères d’homologation des établissements du réseau des établissements scolaires français à l’étranger.
En octobre 2019, elle annonce vouloir déposer une proposition de loi visant à protéger les enfants de l'exposition à la violence des corrida et combat de coqs. Ce projet suscite de vives réactions : des manifestations sont organisées à Dax, à Nîmes et à Arles,.

### Sénatrice des Français établis hors de France
Samantha Cazebonne est désignée tête de liste de LREM aux élections sénatoriales de 2021 pour les Français établis hors de France. La liste qu'elle conduit obtient 16 % des suffrages exprimés. Élue sénatrice, Samantha Cazebonne siège au sein du groupe Rassemblement des démocrates, progressistes et indépendants (RDPI).
En février 2022, elle est l’auteure d’une proposition de loi, adoptée par le Sénat et l’Assemblée nationale, permettant la création des instituts régionaux de formation de l’enseignement français à l’étranger et instaurant une meilleure représentativité plus égalitaire lors des conseils d’administration de l’AEFE pour les parents d’élèves mais aussi une voix d’expression directe pour les anciens élèves et pour la fédération FLAM (Français LAngue Maternelle).